# Буран (Казахстан)
Бура́н (каз. Боран) — село у складі Маркакольського району Східноказахстанської області Казахстану. Адміністративний центр Буранівського сільського округу.
Населення — 924 особи (2021; 1506 у 2009, 2406 у 1999, 2976 у 1989).
Національний склад станом на 1989 рік:
- казахи — 100 %